# Crise política na Bolívia em 2019
Crise política na Bolívia em 2019 ou crise pós-eleitoral na Bolívia em 2019 refere-se a uma crise política iniciada pelas manifestações que eclodiram em 20 de outubro, após a divulgação dos primeiros resultados das eleições gerais de outubro, que deram a vitória ao então presidente Evo Morales, reeleito no primeiro turno.
Em 10 de novembro de 2019, a dezenove dias de protestos civis ocorridos após os controversos resultados eleitorais, reivindicações de novas eleições pelos manifestantes e líderes opositores de Morales e a divulgação de um relatório da Organização dos Estados Americanos (OEA) que alegava irregularidades no processo eleitoral, os sindicatos, as Forças Armadas e a polícia boliviana exigiram que o presidente Evo Morales se demitisse. Depois que o general Williams Kaliman Romero tornou público o requerimento de demissão presidencial, Morales cumpriu, acompanhado de outras renúncias de vários políticos de alto escalão ao longo do dia, alguns citando temores pela segurança de suas famílias. O governo do México ofereceu asilo político a Morales no dia seguinte, o qual Morales aceitou um dia depois. Tanto Morales como o vice-presidente Álvaro García Linera e a presidente do Senado, Adriana Salvatierra, apresentaram a renúncia depois de denunciar hostilidades, agressões e ameaças contra suas famílias e as de outros servidores públicos e legisladores do governo.
A segunda vice-presidente do Senado, a senadora da oposição Jeanine Áñez, assumiu o cargo de presidente em 12 de novembro, sendo a próxima na linha para a presidência depois que um vazio de poder foi deixado após uma série de renúncias. Isso não foi isento de controvérsias, pois sua nomeação inicial foi feita durante uma breve sessão legislativa que carecia de quórum, devido a um boicote do partido de Morales, o Movimento para o Socialismo (MAS). O Tribunal Constitucional Plurinacional da Bolívia confirmou a posse de Áñez no cargo como legítima e o partido no poder retornou a maioria dos membros para ambas as câmaras, com alguns assumindo postos importantes como líder do Senado. Eles também se comprometeram a trabalhar com o governo interino para novas eleições.
Apesar do retorno de seu partido ao papel de governo, Morales pediu que o povo boliviano rejeitasse a liderança de Áñez. Ele e seus apoiadores argumentam que o evento foi um golpe de Estado. Políticos, acadêmicos e jornalistas internacionais ficaram divididos entre descrever o evento como um golpe de Estado ou uma revolta popular.

## Antecedentes
Em 20 de outubro de 2019 ocorreu o primeiro turno de votações para todos os cargos governamentais. O Tribunal Supremo Eleitoral publicou duas séries de contagens pouco depois do fechamento da votação. As duas contagens estabelecidas mostraram que Morales liderava com menos de dez pontos percentuais às 7h40 da noite, no horário local, momento em que foram interrompidas as atualizações. Uma vantagem de menos de 10 pontos daria como resultado um segundo turno eleitoral. Às 9h25 da noite, sem atualizações, o presidente Morales declarou-se vencedor. Mesmo que a contagem dos votos nas zonas rurais estivessem a seu favor, a Organização dos Estados Americanos (OEA), organismo que observava as eleições, declarou que se Morales não ganhasse diretamente, com vantagem acima de 10 pontos, seria insignificante, e deveria ser realizada uma segunda votação. Todos os organismos internacionais que observaram, expressaram sua preocupação pela paralisação de um dia na apuração dos votos. Depois de 24 horas, as atualizações reiniciaram-se, mas com um grande aumento de votos para Morales, em relação à atualização anterior.

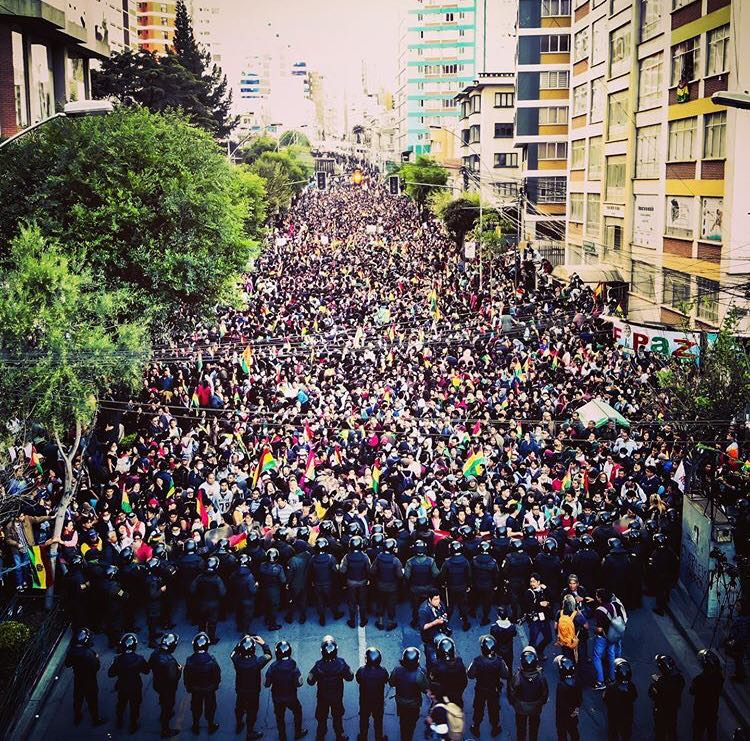
Manifestações em La Paz no dia 23 de outubro, depois da suspeita de fraude na apuração dos votos

Em 21 de outubro de 2019, o Órgão Eleitoral Plurinacional informou uma contagem ainda incompleta, com 95,3% dos votos apurados, com uma margem muito acima dos 10 pontos a favor de Morales, que não tinha como ser revertida, evitando assim um segundo turno. Morales permaneceria no poder por um quarto mandato, com várias irregularidades e além dos dois períodos, que o próprio Morales tinha anulado. Partidos opositores boliviano, bem como governos estrangeiros e observadores internacionais pediram uma auditoria do processo de apuração e resultados. A auditoria começou em 31 de outubro, a cargo da OEA e observada pela Espanha, México e Paraguai.
Em 6 de novembro, a oposição boliviana publicou um relatório de 190 páginas que continha acusações de fraude e irregularidades como adições errôneas de atas eleitorais, alteração de dados e atas eleitorais em que o partido dirigente obteve mais votos que os eleitores registrados, e o enviou à OEA e às Nações Unidas. Em 9 de novembro, opositores bolivianos tomaram os estúdios das principais emissoras de rádio e televisão estatais, obrigando a suspender os boletins informativos. À tarde, manifestantes tinham isolado os estúdios, retendo por umas duas horas os jornalistas, ameaçando-os de destruir equipamentos e interromper as transmissões. Horas depois, dois meios de comunicação estatais bolivianos sofreram atos de hostilidade por parte de manifestantes na cidade de La Paz que feriram membros da defensoria, que foram intervir. A sede da televisão estatal Bolívia TV e da rede de rádio Pátria Nova no centro de La Paz tiveram seus acessos bloqueados, até que seus funcionários pudessem sair.
No final de fevereiro de 2020, especialistas do Instituto de Tecnologia de Massachusetts publicaram um estudo com a conclusão de que não houve nenhuma evidência estatística de fraude nas eleições presidenciais de outubro de 2019 na Bolívia. Os estudiosos classificaram as conclusões do relatório divulgado pela Organização dos Estados Americanos (OEA) em novembro como "profundamente falhas". Em contrapartida, A OEA criticou o relatório, afirmando que este não considerou as conclusões mais relevantes da auditoria da organização, como mudanças na ata e falsificação de assinaturas. Segundo a carta enviada pela OEA ao jornal The Washington Post, que publicou o estudo do MIT, a análise feita pelo instituto não teria considerado que, durante a apuração, os dados foram redirecionados para dois servidores que não eram controlados pelo Supremo Tribunal Eleitoral e que, quando foi reiniciada a contagem depois que o sistema de transmissão fora interrompido, os dados passaram a apresentar uma tendência "altamente improvável" a favor de Morales.

## Protestos

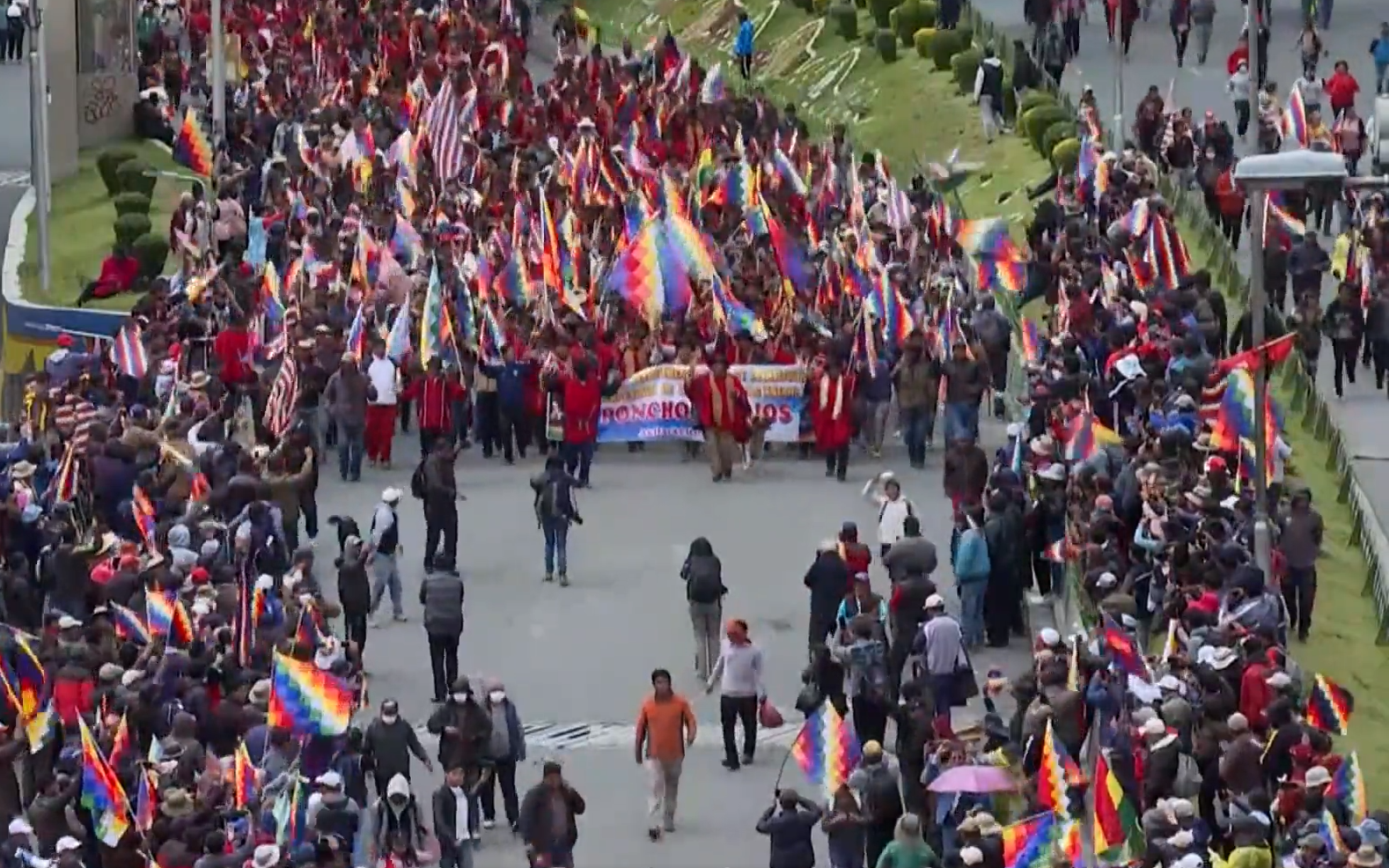
Manifestação em La Paz

Houve relatos de confrontos ocorridos no dia 21 de outubro em Sucre, Oruro, Cochabamba, La Paz e outras cidades. Centenas de pessoas iniciaram protestos em frente à sede do TSE e enfrentaram a polícia, que reagiu com bombas de gás lacrimogêneo. No dia 22 de outubro o vice-presidente do TSE, Antonio Costas, pediu demissão em meio a fortes críticas. No mesmo dia, os protestos levaram ao fechamento da fronteira com o Brasil, entre a cidade de Puerto Quijarro, na Bolívia e Corumbá, no Brasil. No dia seguinte, o presidente Evo Morales, anunciado como reeleito para o cargo, declarou em sua rede social que o país estava em estado de emergência e "em mobilização pacífica, constitucional e permanente". A Organização dos Estados Americanos (OEA) convocou então uma sessão de seu Conselho Permanente em Washington, para acompanhar a situação na Bolívia.
As autoridades bolivianas aceitaram que fosse feita uma auditoria da OEA e propuseram que a comunidade cívica de Carlos Mesa se juntasse a elas, e que uma recusa exigiria uma nova eleição. O chefe da missão da OEA disse que estava se retirando da auditoria "para não comprometer sua imparcialidade" após a publicação na imprensa de um artigo que ele havia escrito antes da eleição, no qual denunciava o presidente boliviano.
No dia 7 de Novembro, Patricia Arce, prefeita da cidade de Vinto, do Movimento Ao Socialismo (MAS), foi humilhada publicamente por uma multidão de opositores que a raptaram e a fizeram assinar uma carta de demissão improvisada. Além de a pulverizarem com tinta, cortaram-lhe o cabelo e obrigaram-na a andar descalça durante vários quilômetros. A Câmara Municipal foi incendiada.
Em várias cidades do país, policiais se manifestavam contra o governo, na forma de "motim policial". O governo afirmou que o uso do exército contra os amotinados seria descartado.
No dia 9 de novembro, Morales denunciou que foram incendiadas as casas de sua irmã na cidade de Oruro, do governador de Oruro e do governador de Chuquisaca.

### Acontecimentos de 10 de novembro
No domingo, 10 de novembro, a OEA publicou o relatório preliminar de sua auditoria. Mostrou que havia vulnerabilidade no sistema, que poderia ter manipulado os resultados. Segundo o relatório, "a manipulação do sistema de informações foi de tal magnitude, que deve ser profundamente investigada por parte do Estado boliviano, para chegar às origens dos problemas e atribuir as responsabilidades deste caso grave. A existência de atas físicas com alterações e assinaturas falsificadas também afetou a integridade do cômputo oficial".
Os observadores internacionais pediram por unanimidade que as eleições ocorressem novamente e a contagem original fosse completamente anulada. Morales aceitou este resultado e disse que trabalharia com seu governo para revisar o sistema eleitoral e depois realizar uma nova eleição. Insatisfeitos com esta proposta, os políticos de todos os partidos pediram a Morales que renunciasse. Alguns dias depois, porém, o Centro de Pesquisa Econômica e Política – Center for Economic and Policy Research [en] (CEPR) refutou as conclusões do relatório, afirmando que "a análise estatística dos resultados eleitorais e as atas das eleições de 20 de outubro na Bolívia não mostraram que as irregularidades ou fraudes tivessem afetado o resultado oficial, dando a Evo Morales uma vitória no primeiro turno".
Pouco depois, os militares e a polícia disseram que não seguiriam seu mandato. Após este anúncio, Morales falou em rede de televisão, anunciando sua renúncia imediata.
O vice-presidente de Morales, Álvaro García Linera, também renunciou. Pouco depois, informou-se que Morales estava em um avião para a Argentina. Adriana Salvatierra, presidente do Senado boliviano, também renunciou. Setores da oposição liderados pelo empresário Luis Fernando Camacho ocuparam a casa de governo.
Jeanine Áñez, deputada da oposição e segunda vice-presidente do Senado declarou ser a próxima na linha sucessória e portanto deveria assumir o cargo de presidente do país como estabelece a Constituição, já que o presidente da Câmara dos Deputados também havia renunciado. Declarou ainda que esperava a posse oficial, aprovada pela Assembleia Legislativa, no dia 18 de novembro de 2019.
Tanto Morales, como alguns governos latino-americanos chamaram os acontecimentos do 10 de novembro de "um golpe de Estado", ainda que a oposição boliviana não estivesse de acordo com essa denominação.

### Demissão de ministros, parlamentares e renúncia de Evo Morales
Em 10 de novembro, a OEA recomendou uma nova eleição, que o presidente boliviano aceitou. A situação continuou a se deteriorar durante o dia: os manifestantes tomaram posse dos meios de comunicação social públicos e fizeram reféns os familiares dos políticos próximos do presidente, o que levou à demissão de vários ministros e deputados. Em discurso filmado, o Comandante-Chefe das Forças Armadas, cercado por oficiais, pediu a renúncia de Evo Morales. Logo depois, Morales renunciou ao mandato, assim como o vice-presidente Álvaro García Linera e a presidente do Senado, Adriana Salvatierra. Depois da renúncia, manifestantes saquearam a casa de Morales. No dia seguinte, apoiadores de Morales, conhecidos como "Ponchos Rojos", chegaram a La Paz. A situação causou a interrupção de reunião na Assembleia Legislativa Plurinacional.
No dia 13 de novembro, policiais impediram que Adriana Salvatierra, ex-presidente do Senado e que era a segunda na linha de sucessão de Evo Morales, chegasse à sede do Congresso Nacional. Adriana afirmou que para que sua renúncia tivesse efeito, teria que ser lida em sessão no Congresso, e que não havia renunciado ao cargo de senadora, mas apenas à presidência do Senado. Na madrugada do dia seguinte, Sergio Choque, líder da bancada do MAS, foi eleito presidente da Câmara dos Deputados. Após sua eleição, criticou a repressão policial contra os partidários do ex-presidente Evo Morales. No mesmo dia, Morales concedeu uma entrevista, em que afirmou que estaria disposto a voltar para pacificar o país se o Congresso da Bolívia rejeitasse a sua renúncia. Ainda no início da tarde do mesmo dia, chegou a La Paz uma grande manifestação procedente de Los Altos, que exigia a volta de Evo Morales. Naquela mesma noite, Mónica Eva Copa, do MAS, foi eleita presidente do Senado, em sessão que contou com a presença de 26 senadores, que desse modo ultrapassou o quórum mínimo de dois terços da casa que tem 36 senadores.

### Renúncias em outras regiões de Bolívia
O prefeito de Potosí, Williams Cervantes (MAS), tentou participar nas manifestações em defesa de Evo Morales. No entanto, foi pressionado a assinar sua renúncia. Também o governador do departamento de Potosí, Juan Carlos Sobrancelhas, renunciou pela segurança de sua família. O prefeito de Sucre, Iván Arciénega, também comunicou sua renúncia ao cargo com uma carta em que declarava: “Faço conhecer minha renúncia irrevogável ao cargo de prefeito, por uma solução pacífica ao conflito que vive o país. Que se restabeleça a democracia, a ordem constitucional e os plenos direitos da gente por uma Bolívia unida”. Horas antes, a ministra de saúde renunciou por ameaças e denunciou que queimaram sua casa e que a casa do presidente Evo Morales foi saqueada por forças paramilitares e responsabilizou a Luis Fernando Camacho e Carlos Mesa estarem à frente dos ataques à sua pessoa e a outras autoridades.

## Pós-renúncia

### Agravamento dos protestos
Cinco cocaleros, manifestantes favoráveis a Evo Morales foram mortos em Sacaba, capital da província de Chapare, no departamento de Cochabamba no dia 15 de novembro, durante repressão a protestos. Segundo o comando da polícia local, os manifestantes portavam escopetas, coquetéis molotov, bazucas caseiras e artefatos explosivos. Segundo Teresa Zubieta, delegada da Defensoria Pública em La Paz, ao final do dia, o número de mortos desde a renúncia de Evo Morales chegava a 23. No dia seguinte, o número de mortos chegava a oito, com cerca de 125 feridos. Em sua conta no Twitter, Evo Morales condenou a repressão aos cocaleros e pediu para que as Forças Armadas e a polícia cessassem o que chamou de "massacre", pedindo a pacificação do país e a restauração do estado de direito.
Segundo Nelson Cox, da Defensoria Pública em Cochabamba, as oito pessoas mortas durante os confrontos eram manifestantes que foram levados a um hospital "com ferimentos de bala", mas morreram antes de chegarem, além disso, outras 125 pessoas ficaram feridas e 110 manifestantes foram detidos. Cox desmentiu as alegações policiais de que se tratou de um caso de enfrentamento e acrescentou que todos os mortos apresentavam ferimentos de projéteis na cabeça ou no tórax No mesmo dia do massacre, a Comissão Interamericana de Direitos Humanos da Organização dos Estados Americanos (CIDH/OEA) condenou o uso desproporcional da força militar e policial. No dia 16 de novembro, teve início a retirada de cerca de setecentos médicos cubanos que atuavam no país. O Ministério das Relações Exteriores de Cuba anunciou o encerramento da sua missão médica na Bolívia, alegando que as autoridades locais estavam promovendo violência contra os profissionais, alegando que estes estariam instigando a rebelião.
No dia 19 de novembro, oito manifestantes foram mortos durante uma operação para retirar uma bloqueio a uma refinaria em El Alto.

## Reações
O Movimento para o Socialismo, partido governista da Bolívia, chamou os simpatizantes de Morales a defendê-lo.
Os governo de Cuba e México condenaram os eventos. O México ofereceu a Morales asilo político.
O presidente da Venezuela, Nicolás Maduro, emitiu uma declaração expressando que condena "categoricamente o golpe realizado na contramão de nosso presidente fraterno Evo Morales". Em contraparte, o presidente da Assembleia Nacional de Venezuela e autodenominado "presidente interino" de seu país, Juan Guaidó, expressou-se sobre a saída de Morales que "o que se sente é o furacão democrático na América Latina. Que viva Bolívia, a filha predileta do libertador Simón Bolívar".
Jair Bolsonaro, presidente do Brasil, manifestou que "as denúncias de fraude eleitoral resultaram na renúncia do presidente Evo Morales. A lição para nós é a necessidade, em nome da democracia e da transparência, de contar os votos que se podem auditar. O voto é um sinal de clareza para Brasil!". Em paralelo, o ex-presidente brasileiro Luiz Inácio Lula da Silva expressou em seu Twitter: "Acabo de escutar que teve um golpe de estado em Bolívia e que o colega (Evo Morales) se viu obrigado a renunciar. É lamentável que a América Latina tenha uma elite econômica que não saiba conviver com a democracia e a inclusão social dos mais pobres". A ex-presidente e vice-presidente eleita da Argentina, Cristina Kirchner, assinalou aos meios de comunicação que "Na Bolívia, manifestações violentas sem nenhum tipo de limitação por parte das forças policiais, incendeiam moradias e sequestram pessoas enquanto as Forças Armadas “sugerem” ao presidente indígena e popular Evo Morales que renuncie. [...] Bolívia chama-se golpe de Estado...".
O senador boliviano Óscar Ortiz manifestou que "acabou a tirania". O ex-presidente boliviano e candidato opositor nas Eleições de 2019, Carlos Mesa, celebrou o "fim da tirania", com a mensagem "A Bolívia, a seu povo, aos jovens, às mulheres, ao heroísmo da resistência pacífica. Nunca esquecerei este dia único. O fim da tirania. Agradecido como boliviano por esta lição histórica. Viva Bolívia!!!!!".
O presidente do comitê cívico pró-Santa Cruz, Camacho, convocou a uma caçada de dirigentes do MAS e pediu "rastrear aos traidores" Através de um comunicado afirmou que o “O M.A.S é uma organização criminosa. Uma vez que caiu Evo Morales, haverá uma ação para identificar os traidores do 'cyber llunkus' da cidade e aprisioná-los através da localização de seus dispositivos móveis. Perfis falsos não os salvam”, alerta o panfleto.